# Engelhelms
Engelhelms ist ein Ortsteil von Künzell südwestlich der osthessischen Stadt Fulda und kann auf eine über 1500-jährige Geschichte blicken. Der Ort liegt eingebettet in das Tal der Wernau zwischen dem Florenberg und dem Gehrenberg.
Die Nachbarorte sind im Norden Edelzell, im Nordosten Pilgerzell, im Südwesten Eichenzell und im Westen Bronnzell (ein Fuldaer Stadtteil).

## Geschichte

### Vor- und Frühgeschichte
Als älteste Siedlungszeugnisse befinden sich am Steinhauck bronzezeitliche Hügelgräber. Auf dem Kamm des Gehrenbergs zwischen Engelhelms und Schloss Fasanerie verlief in vorfränkischer Zeit ein Fernweg, aus der Wetterau kommend, in Richtung Hohe Rhön mit dem Ziel Thüringen und Grabfeld.
Im 5. Jahrhundert entstand ein Gehöft, wahrscheinlich eines gewissen Angilhelm. In den Jahren darauf wuchs um den Hof Angilhelms eine kleine Siedlung am Fuß des Florenbergs.

### Mittelalter
Das Fuldaer Land wurde 743 dem Kloster Fulda unterstellt; der Hofbesitzer Engilhelm hatte Wehrdienst zu leisten. Um 900 errichtete Abt Huoggi (891–915) auf dem Florenberg eine erste Kirche. Diese erhielt kurze Zeit später eine Wehrmauer zum Schutz gegen ungarische Überfalle.
Die darauffolgenden Jahrhunderte waren gekennzeichnet von angreifenden Raubrittern und mehrfachen Besitzerwechseln. 1267 wurde Theodericus, der stellvertretende Pfarrer des Florenbergs, ermordet. Am gegenüberliegenden Ufer der Wernau, umgangssprachlich auch Mühlbach genannt, entstand ein weiteres Dorf An der Breit, das aber – eventuell wegen der Pest – 1396 wieder verlassen und eine Wüstung wurde.
Anfang des 15. Jahrhunderts stritten sich Johann Brutegam und Werner Brunchinrod um die Stelle des Pfarrers. Papst Martin V. vergab 1427 an Brunchinrod den Besitz.

### Neuzeit
Von 1511 bis 1515 wurde der vierte Kirchenbau auf dem Florenberg errichtet. Er wurde im Dreißigjährigen Krieg schwer beschädigt. Nach dem Krieg wurde neben der Kirche eine Schule eingerichtet.
Aus dem Jahr 1708 hat sich ein Salbuch erhalten, in dem die genauen Besitzverhältnisse verzeichnet sind. Es ist die Rede von fünf halben – bedingt durch Erbteilungen – Bauernhöfen, einfachen Hüttnern und einer Mühle. Der Mühlbauer hatte das Recht, den vorbeifließenden Bach mit einem Wehr zu stauen. Daher leitet sich auch der Name der Wernau ab.
Die 1806–1813 durchziehenden napoleonischen Truppen verbrauchten so viele Vorräte, dass die Bevölkerung hungerte und zwei Sack Kartoffeln für einen Acker getauscht wurden. Hundert Jahre später fand man bei Bauarbeiten am Florenberg Gräber mit Überresten französischer Uniformen und Degen.
Nach Aufhebung der Leibeigenschaft und der Frondienste 1808 ging es den Bauern besser, da sie der Obrigkeit keine Abgaben mehr leisten mussten. Die Engelhelmser Landwirtschaft war schwierig, wie ein Steuerkataster von 1866 beschreibt. Demnach waren die Äcker steil und die Erde wurde bei starkem Regen fortgeschwemmt, durch das raue Klima waren die Wiesen zu nass. Daher verdingten sich die Bauern nebenbei in anderen Berufen.
1909 wurde die Schule auf dem Florenberg geschlossen und die Kinder in der 1890 errichteten Gaststätte Zur Kühlen Quelle unterrichtet. Im Jahr 1920 wurde Engelhelms an das Elektrizitätsnetz angeschlossen.
Im Zweiten Weltkrieg wurde das nahegelegene Schloss Fasanerie am 26. November 1944 bombardiert und trug erhebliche Schäden davon. Bei zwei weiteren Angriffen auf den Ort am 6. Februar und 17. März 1945 starben 21 Menschen. Beim zweiten Bombenangriff am 17. März waren allein 12 Tote und mehrere zerstörte Gebäude zu beklagen. Unter den Toten waren fünf Kinder. Laut Zeitzeugenberichten waren es etwa 400 Bomben, die in der Gemarkung fielen.
Hessische Gebietsreform (1970–1977)
Zum 1. April 1972 wurde die bis dahin selbständige Gemeinde Engelhelms im Zuge der Gebietsreform in Hessen auf freiwilliger Basis als Ortsteil in die der Gemeinde Künzell eingemeindet. Für den Ortsteil Engelhelms wurde, wie für die anderen eingemeindeten ehemals eigenständigen Gemeinden von Künzell, ein Ortsbezirk  eingerichtet.

### Verwaltungsgeschichte im Überblick
Die folgende Liste zeigt die Staaten und Verwaltungseinheiten, denen Engelhelms angehört(e):
- vor 1803: Heiliges Römisches Reich, Hochstift Fulda, Centoberamt Fulda
- 1803–1806: Heiliges Römisches Reich, Fürstentum Nassau-Oranien-Fulda, Amt Fulda
- 1806–1810: Kaiserreich Frankreich, Fürstentum Fulda (Militärverwaltung)
- 1810–1813: Großherzogtum Frankfurt, Departement Fulda, Landdistrikt Fulda
- ab 1816: Kurfürstentum Hessen, Großherzogtum Fulda, Landamt Fulda
- ab 1821/22: Kurfürstentum Hessen, Provinz Fulda, Kreis Fulda[6][Anm. 2]
- ab 1848: Kurfürstentum Hessen, Bezirk Fulda
- ab 1851: Kurfürstentum Hessen, Provinz Fulda, Kreis Fulda
- ab 1867: Norddeutscher Bund, Königreich Preußen,[Anm. 3] Provinz Hessen-Nassau, Regierungsbezirk Kassel, Kreis Fulda
- ab 1871: Deutsches Reich,  Königreich Preußen, Provinz Hessen-Nassau, Regierungsbezirk Kassel, Kreis Fulda
- ab 1918: Deutsches Reich, Freistaat Preußen, Provinz Hessen-Nassau, Regierungsbezirk Kassel, Kreis Fulda
- ab 1944: Deutsches Reich, Freistaat Preußen, Provinz Kurhessen, Landkreis Fulda
- ab 1945: Deutsches Reich, Amerikanische Besatzungszone, Groß-Hessen, Regierungsbezirk Kassel, Landkreis Fulda
- ab 1946: Deutsches Reich, Amerikanische Besatzungszone, Hessen, Regierungsbezirk Kassel, Landkreis Fulda
- ab 1949: Bundesrepublik Deutschland, Hessen, Regierungsbezirk Kassel, Landkreis Fulda
- ab 1972: Bundesrepublik Deutschland, Hessen, Regierungsbezirk Kassel, Landkreis Fulda, Gemeinde Künzell

## Bevölkerung
Einwohnerstruktur 2011
Nach den Erhebungen des Zensus 2011 lebten am Stichtag dem 9. Mai 2011 in Engelhelms 1983 Einwohner. Darunter waren 45 (2,3 %) Ausländer.
Nach dem Lebensalter waren 369 Einwohner unter 18 Jahren, 798 zwischen 18 und 49, 414 zwischen 50 und 64 und 402 Einwohner waren älter. Die Einwohner lebten in 894 Haushalten. Davon waren 273 Singlehaushalte, 284 Paare ohne Kinder und 234 Paare mit Kindern, sowie 84 Alleinerziehende und 18 Wohngemeinschaften. In 207 Haushalten lebten ausschließlich Senioren und in 609 Haushaltungen lebten keine Senioren.
Einwohnerentwicklung
- 1812: 26 Feuerstellen, 211 Seelen (zusammen mit Florenberg)[1]

| Engelhelms: Einwohnerzahlen von 1812 bis 2022 | Engelhelms: Einwohnerzahlen von 1812 bis 2022 | Engelhelms: Einwohnerzahlen von 1812 bis 2022 | Engelhelms: Einwohnerzahlen von 1812 bis 2022 | Engelhelms: Einwohnerzahlen von 1812 bis 2022 |
| --- | --------------------------------------------- | --------------------------------------------- | --------------------------------------------- | --------------------------------------------- |
| Jahr |                                               |                                               |                                               | Einwohner                                     |
| 1812 | 1812                                          |                                               | 211                                           | 211                                           |
| 1834 | 1834                                          |                                               | 234                                           | 234                                           |
| 1840 | 1840                                          |                                               | 250                                           | 250                                           |
| 1846 | 1846                                          |                                               | 250                                           | 250                                           |
| 1852 | 1852                                          |                                               | 251                                           | 251                                           |
| 1858 | 1858                                          |                                               | 242                                           | 242                                           |
| 1864 | 1864                                          |                                               | 238                                           | 238                                           |
| 1871 | 1871                                          |                                               | 244                                           | 244                                           |
| 1875 | 1875                                          |                                               | 234                                           | 234                                           |
| 1885 | 1885                                          |                                               | 265                                           | 265                                           |
| 1895 | 1895                                          |                                               | 279                                           | 279                                           |
| 1905 | 1905                                          |                                               | 287                                           | 287                                           |
| 1910 | 1910                                          |                                               | 279                                           | 279                                           |
| 1925 | 1925                                          |                                               | 315                                           | 315                                           |
| 1939 | 1939                                          |                                               | 397                                           | 397                                           |
| 1946 | 1946                                          |                                               | 542                                           | 542                                           |
| 1950 | 1950                                          |                                               | 582                                           | 582                                           |
| 1956 | 1956                                          |                                               | 556                                           | 556                                           |
| 1961 | 1961                                          |                                               | 711                                           | 711                                           |
| 1967 | 1967                                          |                                               | 998                                           | 998                                           |
| 1970 | 1970                                          |                                               | 1.078                                         | 1.078                                         |
| 1980 | 1980                                          |                                               | ?                                             | ?                                             |
| 1990 | 1990                                          |                                               | ?                                             | ?                                             |
| 2001 | 2001                                          |                                               | 2.163                                         | 2.163                                         |
| 2005 | 2005                                          |                                               | 2.051                                         | 2.051                                         |
| 2011 | 2011                                          |                                               | 1.983                                         | 1.983                                         |
| 2013 | 2013                                          |                                               | 1.977                                         | 1.977                                         |
| 2022 | 2022                                          |                                               | 2.097                                         | 2.097                                         |
| Datenquelle: Historisches Gemeindeverzeichnis für Hessen: Die Bevölkerung der Gemeinden 1834 bis 1967. Wiesbaden: Hessisches Statistisches Landesamt, 1968. Weitere Quellen: LAGIS; Gemeinde Künzel:; Zensus 2011 |                                               |                                               |                                               |                                               |

Religionsstatistik
| • 1885: | vier evangelische (= 1,51 %), 261 katholische (= 98,49 %), 13 jüdische (= 2,11 %) Einwohner |
| • 1961: | 90 evangelische (= 12,66 %), 613 katholische (= 86,22 %) Einwohner                          |

## Politik
Ortsbeirat
Für Engelhelms besteht ein Ortsbezirk (Gebiete der ehemaligen Gemeinde Engelhelms) mit Ortsbeirat und Ortsvorsteher nach der Hessischen Gemeindeordnung.
Der Ortsbeirat besteht aus sieben Mitgliedern. Bei den Kommunalwahlen in Hessen 2021 betrug die Wahlbeteiligung zum Ortsbeirat 55,09 %. Dabei wurden gewählt: fünf Mitglieder der CDU sowie je ein Mitglied der SPD und des CWE. Der Ortsbeirat wählte Björn Böhm (CDU) zum Ortsvorsteher.
Wappen
Das Wappen wurde am 2. Juli 1969 durch das Hessische Innenministerium genehmigt.
Blasonierung: „Im gespaltenen Schild vorne in Silber ein schwarzes Kreuz und hinten auf Blau eine dreifache silberne Lilie.“
Das schwarze Kreuz stammt aus dem Wappen des Hochstifts Fulda.

## Sehenswürdigkeiten
Die Wehrkirche auf dem Florenberg (Florakirche), wenige Fußminuten oberhalb Engelhelms und zur Gemarkung gehörig, bietet einen herrlichen Blick über Fulda und die hessische Rhön. Die umgebende Wehrmauer stammt wohl aus dem 10. Jahrhundert, der Kirchturm aus dem 14. Jahrhundert und das Kirchenschiff von 1515. Die Wehrkirchanlage wird von einigen Forschern für die älteste Deutschlands gehalten.
Das Schloss Fasanerie, einen Kilometer südlich von Engelhelms gelegen, gilt als schönstes hessisches Barockschloss. Es entstand 1740 unter Fürstbischof Amand von Buseck als Sommerresidenz und Jagdschloss, Baumeister war  Andreas Gallasini. 1816 fiel es an den Kurfürsten Wilhelm II. von Hessen-Kassel und wurde von seinem Nachfolger 1825 teilweise klassizistisch umgestaltet.
Heute wird es verwaltet von der  Hessischen Hausstiftung des  Moritz Friedrich Karl Prinz und Landgraf von Hessen und ist für die Öffentlichkeit zugänglich. In 60 Räumen zeigen barockes Kunstgewerbe, Möbel des Empire und eine umfangreiche Porzellansammlung einen Querschnitt durch annähernd 200 Jahre höfischer Wohnkultur.
Der umgebende, einhundert Hektar große Park ist teils im barocken, teils im englischen Stil gestaltet und enthält ein chinesisches Gartenhaus, ein Restaurant, Reitanlagen und einen nicht öffentlichen Wildpark.

## Persönlichkeiten
- Johannes Hack (1875–1950), Lehrer und Heimatforscher
- Michael Brand (1973), Politiker